# Claudius Jacob Schive
Claudius Jacob Schive, född den 1 september 1792 i Bergen, död den 26 februari 1878 i Sandnes, Rogaland, var en norsk numismatiker.
Schive var 1808-33 ingenjörofficer, 1833-40 direktör för kanal-, hamn- och fyrväsendet och 1840-75 tullinspektör i Stavanger. 
Han utgav bland annat det ytterst värdefulla huvudverket i norsk numismatik, Norges mynter i middelalderen (1865). 
Sin samling av 2 207 nordiska mynt överlämnade han för ett vänpris till Bergens museum.